# Eva Petrus-Pekny
Eva Petrus-Pekny (* 1. Juli 1924 in Linz als Eva Grinzinger; † 14. Juni 2020 in Linz) war eine österreichische Schauspielerin und Autorin.

## Leben
Eva Petrus-Pekny wurde 1924 als Tochter des späteren Linzer Vizebürgermeisters Emil Grinzinger geboren. Sie studierte Schauspiel und Tanz am Brucknerkonservatorium Linz und war anschließend als Schauspielerin an verschiedenen Bühnen in Österreich und Deutschland engagiert.
Sie war mit dem Schauspieler Romuald Pekny verheiratet und initiierte gemeinsam mit ihm 1987 den Ausseer Kultursommer. Petrus-Pekny lebte in Linz. 2003 bzw. 2012 erschienen autobiografische Bücher von ihr.
2010 wurde ihr die Kulturmedaille des Landes Oberösterreich verliehen.

## Werke
- Eva Petrus-Pekny: Der Weg nach Bethlehem. Weitra 2003, ISBN 978-3-85252-516-7.
- Eva Petrus-Pekny: Mein Dasein. Weitra 2012, ISBN 978-3-90186-214-4.